# Магри, Доменико
Доменико Магри (итал. Domenico Magrì, 10 октября 1903, Катания, Королевство Италия — 4 декабря 1983, Рим, Италия) — итальянский государственный деятель, министр промышленности и торговли Италии (1969—1970).

## Биография
В юности был одним из лидеров католической молодежи, с 1936 по 1944 гг. возглавлял Епархиальный Совет «Католического действия»: в 1943 г. выступил одним из основателей партии христианских демократов в Катании.
Избирался в состав сената (1948—1958) и Палаты депутатов итальянского парламента (1958—1976) от ХДП. С 1954 по 1956 гг. был организационным секретарем ХДП.
Занимал руководящие должности в Совете Министров Италии:
- 1959—1960 гг. — статс-секретарь в Канцелярии председателя Совета Министров, ответственный за вопросы туризма и спорта,
- 1959—1960 гг. — заместитель министра туризма и зрелищных мероприятий,
- 1960—1962 гг. — заместитель министра общественных работ,
- 1962—1966 гг. — заместитель министра образования,
- 1968 г. — министр туризма и зрелищных мероприятий,
- 1969—1970 гг. — министр промышленности и торговли Италии.

В 1952—1953 и 1975—1978 гг. занимал пост мэра Катании.